# Маталасский сельсовет
Маталасский сельсовет — сельское поселение в Бирилюсском районе Красноярского края.
Административный центр — село Маталассы.

## Население
| 2010 | 2012 | 2013 | 2014 | 2015 | 2016 | 2017 |
| ---- | ---- | ---- | ---- | ---- | ---- | ---- |
| 354  | ↘353 | ↗355 | ↘329 | ↘300 | ↘292 | ↗297 |
| 2018 | 2019 | 2020 | 2021 |      |      |      |
| ↘278 | ↘257 | ↘247 | ↘240 |      |      |      |

## Состав сельского поселения
| № | Населённый пункт | Тип населённого пункта       | Население |
| - | ---------------- | ---------------------------- | --------- |
| 1 | Маталассы        | село, административный центр | 289       |
| 2 | Никифоровка      | деревня                      | 9         |
| 3 | Сосновка         | деревня                      | 15        |
| 4 | Шпагино-1        | деревня                      | 5         |
| 5 | Шпагино-2        | деревня                      | 36        |

## Местное самоуправление
Маталасский сельский Совет депутатов
Дата избрания: 14.03.2010. Срок полномочий: 5 лет. Количество депутатов: 7
Глава муниципального образования
- Шпагина Галина Алексеевна. Дата избрания: 14.03.2010. Срок полномочий: 5 лет